# ライン川戦役 (1713年)
1713年のライン川戦役（英語: Rhine Campaign）は、フランス王国による対神聖ローマ帝国の戦役。神聖ローマ帝国がユトレヒト条約への署名を拒否した後、この戦役で敗れたため翌年にラシュタット条約に署名した。

## 背景
1713年4月11日、スペイン継承戦争のほとんどの参戦国、すなわちスペイン王国、フランス王国、グレートブリテン王国、ポルトガル王国、サヴォイア公国、ネーデルラント連邦共和国はユトレヒト条約を締結した。ハプスブルク帝国および神聖ローマ帝国が条約への署名を拒否したため、フランスとの戦争は継続した。

## 経過
1713年までにフランスも帝国も疲弊したが、フランスはそれでも騎兵300個大隊と歩兵240個大隊を編成できた。その指揮はクロード・ルイ・エクトル・ド・ヴィラール元帥に任せられた。帝国側のプリンツ・オイゲンは全軍をスペイン領ネーデルラントからアッパーライン地方に移動、ドイツ諸侯の軍勢とも調整を行おうとしたが、英蘭からの援助金が講和により停止されたため、帝国軍は大幅に弱体化、ドイツ諸侯と合流した後でもプリンツ・オイゲンの軍勢が騎兵115個大隊と歩兵85個大隊と、フランス軍の3分の1程度だった。
フランス軍は6月にライン川を渡河、6月24日にはジャック・バザン・ド・ブゾンがランダウの包囲を開始した。ヴュルテンベルク公カール・アレクサンダーが守備するランダウは8月26日まで耐えた後降伏した。アーサー・ディロンもカイザースラウテルンを落とした。その後、ヴィラールは進軍して9月20日にフライブルクを包囲、フライブルクの町は10月15日に、城塞は11月17日に降伏した。会戦に挑めなかったため、プリンツ・オイゲンはこれらの侵攻を傍観するしかなかった。
フランス王ルイ14世はここで交渉を求め、帝国もそれに応じた。ヴィラールとオイゲンはバーデン＝バーデン辺境伯領のラシュタットで面会、一連の交渉を経て1714年3月7日にラシュタット条約を締結した。